# Пахвова артерія
Пахвова артерія (лат. arteria axillaris)  — кровоносна судина, що несе артереріальну кров до тканин верхньої кінкцівки та є прямим подовженням підключичної артерії та подовжується в плечову артерію.

## Топографія
Пахвова артерія лежить у пахвовій порожнині. Верхньою межею пахвової артерії служить зовнішній край 1-го ребра.
Нижня межа артерії — нижній край великого грудного м'язу спереду і найширшого м'язу ззаду.
Пахвова артерія оточена пучками плечового сплетення.

## Гілки
Пахвова артерія проходить та розгалужується в трикутниках, що визначаються в пахвовій порожнині: trigonum clavipectorale, trigonum pectorale, trigonum subpectoral.

### Trigonum clavipectorale
- A. thoracica superior
- A. thoracoacromialis

### Trigonum pectorale
- A. thoracica lateralis

### Trigonum subpectoralis
- А. subscapularis
- А. thoracodorsalis
- А. circumflexa scapulae
- А. circumflexa humeri posterior et anterior